# نور علي (ممثلة)
نور علي (26 مارس 1989)
-) ممثلة سورية.

## مسيرتها الفنية
خريجة المعهد العالي للفنون المسرحية 2018، لعبت دور سارة في مسلسل وهم 2018، حققت شهرة كبيرة بعد أدائها دور الخادمة دينا في مسلسل عروس بيروت 2019.

## أعمالها

### في التلفزيون
- أحمر 2016
- غرابيب سود 2017
- وهم 2018
- هوا أصفر 2019
- عن الهوى والجوى 2019
- عروس بيروت ج1 2019
- حرملك ج1 2019
- حرملك ج2 2020
- عروس بيروت ج2 2020
- طبق الأصل 2020
- الحلوه والمرة (مسلسل ) 2021
- مسلسل صقار البدوي2021
- كسر عضم2022
- ستيلتو 2023
- لعبة حب ٢٠٢٤
- مسلسل البطل 2025

### الأفلام
- درب السماء 2019

مسلسل لعبة حب بدور سما
مسلسل البطل بدور مريم 2025